# Хирт, Герман
Герман Хирт (нем. Hermann Hirt; 19 декабря 1865[…], Магдебург, Бранденбург — 12 сентября 1936[…], Гисен, Гессен) — немецкий индоевропеист.

## Биография
С 1896 профессор в Лейпцигском университете, с 1912 —  в Гессенском.
Занимался исследованиями в области индоевропейского ударения и аблаута, открыл закон, названный в его честь. Его «Индоевропейская грамматика» была опубликована в 1921—1927 годах в 7 томах. Она была переиздана в ноябре 2009 года в мягкой обложке издательством Cambridge University Press.
Хирт поддерживал теорию североевропейской прародины индоевропейцев. При этом он подвергал критике расово-антропологические спекуляции по поводу индоевропейцев, характерные для НСДАП.